# Neisseria
Neisseria es un género de bacterias, perteneciente a las proteobacterias beta, un gran grupo de bacterias Gram-negativas.
Las Neisseria son diplococos, que se asemejan a granos de café al ser observados con el microscopio óptico. El género incluye las especies Neisseria gonorrhoeae (llamada también gonococcus), causante de la gonorrea, y Neisseria meningitidis (llamada también meningococcus), una de las causas más comunes de meningitis bacteriana y agente causal de sepsis meningocócica.

## Historia
El género Neisseria recibe su nombre del bacteriólogo alemán Albert Neisser, que fue el primero en describir Neisseria gonorrhoeae. Además, codescubrió el patógeno causal de la lepra, Mycobacterium leprae. Estos estudios fueron posibles por el desarrollo de nuevas técnicas de tinción.

## Características
Los miembros del género Neisseria son bacterias en forma de diplococos (crecen en pares), Gram-negativos, no esporulados, inmóviles, oxidasa positivos y la mayoría también catalasa positivos. El tamaño promedio de la bacteria es de 1µ de diámetro y son aerobios estrictos. Sólo N. meningitidis presenta cápsula (de polisacáridos) y N. elongata es la única especie de origen humano con una morfología bacilar.
En términos generales, este grupo de bacterias son sensibles a los agentes fisicoquímicos como las altas temperaturas, la desecación y los metales pesados, entre otros.

## Importancia en la salud pública
N. gonorrhoeae (gonococo) es el agente etiológico de la gonorrea o blenorragia, padecimiento considerado como la segunda enfermedad de transmisión sexual por su frecuencia.
N. meningitidis (meningococo) figura entre los 3 principales agentes causales de meningitis infantil en los países de origen anglosajón. Esta afección es muy grave debido a su alta tasa de mortalidad entre los niños, y a la elevada frecuencia con la que los pacientes que salvan la vida llegan a presentar consecuencias neurológicas muy serias.
N. sicca, N. flava, N. subflava, N. perflava y N. lactamicus forman parte de la flora habitual de las vías respiratorias altas y, la última de ellas, también integra la flora vaginal de mujeres sanas, lo cual no debe pasar inadvertido, porque su observación al microscopio puede sugerir erróneamente la presencia de gonococos.